# Ingenio (Spanje)
Ingenio is een plaats en gemeente in de Spaanse provincie Las Palmas in de regio Canarische Eilanden met een oppervlakte van 39 km². Ingenio telt 30.340 inwoners (1 januari 2016). De gemeente ligt op het eiland Gran Canaria. Behalve de gelijknamige plaats liggen in gemeente Ingenio nog een aantal andere dorpskernen.
Centraal in Ingenio ligt het Plaza de La Candelaria. Aan dit plein staan de gelijknamige kerk en het gemeentehuis. De Candelaria-kerk dateert uit 1901 en is gebouwd op de resten van een oude kapel. De kerk heeft een gotische altaarstuk. De klokken uit waren een geschenk van eilanders die naar Cuba waren geëmigreerd.
In het centrum staat ook het Casa del Reloj (het huis met de klok). Dit is het gebouw van het waterschap dat de irrigatiekanaal beheert. Vroegen kwamen de boeren uit de omgeving hier samen om hun uurwerken gelijk te zetten aan dat van het waterschap zodat elke boer op het juiste afgesproken tijdstip gebruik kon maken van de door hem aangekochte hoeveelheid irrigatiewater. De boeren kochten namelijk een bepaalde tijdsperiode dat ze gebruik mochten maken van het irrigatiewater. De watermolenroute (Ruta de los Molinos de Agua), door het centrum van Ingenio, geeft een goed beeld van de wijze waarop de watermolens eeuwenlang hebben gefunctioneerd. 

## Demografische ontwikkeling
Bron: INE; 1857-2011: volkstellingen
Hoofdstad: Las Palmas de Gran Canaria

Gemeenten / gemeentelijke hoofdsteden: Agaete · Agüimes · Artenara · Arucas · Firgas · Gáldar · Ingenio · La Aldea de San Nicolás · Mogán · Moya · San Bartolomé de Tirajana · Santa Brígida · Santa Lucía de Tirajana · Santa María de Guía de Gran Canaria · Tejeda · Telde · Teror · Valleseco · Valsequillo de Gran Canaria · Vega de San Mateo

Overige plaatsen: Arguineguín · Fataga · Maspalomas · Playa del Inglés · Puerto de las Nieves · Puerto de Mogán · Puerto Rico · San Agustín